# الخزجة (حبيش)

تعديل مصدري - تعديل

الخزجة محلة تابعة لقرية مخيرعان، التابعة لعزلة بني شبيب بمديرية حبيش إحدى مديريات محافظة إب في الجمهورية اليمنية، بلغ تعداد سكانها 54 حسب تعداد اليمن لعام 2004.